# Pływanie na Letnich Igrzyskach Olimpijskich 2020 – sztafeta mieszana 4 × 100 m stylem zmiennym
Sztafeta mieszana 4 × 100 m stylem zmiennym – jedna z konkurencji pływackich, które odbyły się podczas XXXII Igrzysk Olimpijskich w Tokio. Eliminacje miały miejsce 29 lipca, a finał 31 lipca 2021 roku. Konkurencja została rozegrana na igrzyskach olimpijskich po raz pierwszy.

## Terminarz
Wszystkie godziny podane są w czasie japońskim (UTC+09:00) oraz polskim (CEST).
| Data          | Godzina rozpoczęcia | Godzina rozpoczęcia |            |
| Data          | UTC+09:00           | CEST                |            |
| ------------- | ------------------- | ------------------- | ---------- |
| 29 lipca 2021 | 20:28               | 13:28               | Eliminacje |
| 31 lipca 2021 | 11:43               | 4:43                | Finał      |

## Rekordy
Przed zawodami rekord świata i rekord olimpijski wyglądały następująco:
| Rekord            | Reprezentacja                                                                             | Czas    | Miejsce | Data                |       |
| ----------------- | ----------------------------------------------------------------------------------------- | ------- | ------- | ------------------- | ----- |
| Rekord świata     | Chiny · Xu Jiayu (52,45) · Yan Zibei (57,96) · Zhang Yufei (55,32) · Yang Junxuan (52,68) | 3:38,41 | Qingdao | 1 października 2020 | [ 3 ] |
| Rekord olimpijski | nowa konkurencja                                                                          | -       | -       | -                   |       |

W trakcie zawodów ustanowiono następujące rekordy:
| Data     | Etap konkurencji | Reprezentacja                                                                                               | Czas    | Rekord |
| -------- | ---------------- | --- | ------- | ------ |
| 29 lipca | eliminacje       | Wielka Brytania · Kathleen Dawson (58,50) · Adam Peaty (57,08) · James Guy (50,58) · Freya Anderson (52,59) | 3:38,75 | OR     |
| 31 lipca | finał            | Wielka Brytania · Kathleen Dawson (58,80) · Adam Peaty (56,78) · James Guy (50,00) · Anna Hopkin (52,00)    | 3:37,58 | ,      |

## Wyniki

### Eliminacje
| Miejsce | Wyścig | Tor | Państwo                     | Zawodnicy | Czas      | Uwagi |
| ------- | ------ | --- | --------------------------- | --- | --------- | ----- |
| 1.      | 1      | 4   | Wielka Brytania             | Kathleen Dawson (58,50) Adam Peaty (57,08) James Guy (50,58) Freya Anderson (52,59)                            | 3:38,75   | Q, ,  |
| 2.      | 1      | 5   | Stany Zjednoczone           | Regan Smith (57,64) Andrew Wilson (59,09) Tom Shields (50,87) Abbey Weitzeil (53,42)                           | 3:41,02   | Q     |
| 3.      | 2      | 4   | Chiny                       | Xu Jiayu (52,67) Yan Zibei (58,61) Zhang Yufei (57,37) Yang Junxuan (53,64)                                    | 3:42,29   | Q     |
| 4.      | 2      | 5   | Australia                   | Isaac Cooper (53,55) Zac Stubblety-Cook (58,80) Brianna Throssell (57,62) Bronte Campbell (52,38)              | 3:42,35   | Q     |
| 5.      | 2      | 6   | Włochy                      | Simone Sabbioni (53,96) Nicolò Martinenghi (58,38) Elena Di Liddo (57,29) Federica Pellegrini (53,02)          | 3:42,65   | Q     |
| 6.      | 1      | 3   | Holandia                    | Kira Toussaint (1:00,12) Arno Kamminga (58,15) Nyls Korstanje (51,86) Ranomi Kromowidjojo (53,12)              | 3:43,25   | Q     |
| 7.      | 2      | 3   | Rosyjski Komitet Olimpijski | Grigorij Tarasiewicz (52,99) Kiriłł Prigoda (59,33) Arina Surkowa (57,47) Marija Kamieniewa (53,94)            | 3:43,73   | Q     |
| 8.      | 2      | 8   | Izrael                      | Anastasia Gorbenko (59,59) Itay Goldfaden (59,65) Gal Cohen Groumi (51,06) Andrea Murez (53,64)                | 3:43,94   | Q,    |
| 9.      | 2      | 2   | Japonia                     | Anna Konishi (59,58) Shoma Sato (59,84) Katsuhiro Matsumoto (50,95) Rikako Ikee (53,78)                        | 3:44,15   |       |
| 10.     | 1      | 2   | Niemcy                      | Marek Ulrich (53,82) Fabian Schwingenschlögl (58,35) Lisa Höpink (58,06) Annika Bruhn (53,96)                  | 3:44,19   |       |
| 11.     | 2      | 7   | Grecja                      | Apostolos Christou (53,18) Konstadinos Meretsolias (1:00,10) Anna Ntountounaki (57,08) Theodora Drakou (54,41) | 3:44,77   | NR    |
| 12.     | 2      | 1   | Białoruś                    | Mikita Cmyh (54,88) Ilja Szymanowicz (58,85) Anastasija Kulaszowa (58,12) Anastasija Szkurdaj (54,50)          | 3:46,35   |       |
| 13.     | 1      | 6   | Kanada                      | Javier Acevedo (54,31) Gabe Mastromatteo (59,91) Katerine Savard (57,97) Rebecca Smith (54,35)                 | 3:46,54   |       |
| 14.     | 1      | 7   | Brazylia                    | Guilherme Basseto (54,03) Felipe Lima (59,68) Giovanna Diamante (58,26) Stephanie Balduccini (54,77)           | 3:46,74   |       |
| 15.     | 1      | 8   | Węgry                       | Benedek Kovács (53,76) Petra Halmai (1:08,11) Richárd Márton (51,49) Fanni Gyurinovics (53,79)                 | 3:47,15   | NR    |
| 16. !   | 1      | 1   | Polska                      | Paulina Peda (1:00,83) Jan Kozakiewicz (59,28) Jakub Majerski Kornelia Fiedkiewicz                             | 9:99,99 ! | DSQ   |

### Finał
| Miejsce | Tor | Państwo                     | Zawodnicy                                                                                           | Czas    | Uwagi |
| ------- | --- | --------------------------- | --------------------------------------------------------------------------------------------------- | ------- | ----- |
| 1 !     | 4   | Wielka Brytania             | Kathleen Dawson (58,80) Adam Peaty (56,78) James Guy (50,00) Anna Hopkin (52,00)                    | 3:37,58 | WR    |
| 2 !     | 3   | Chiny                       | Xu Jiayu (52,56) Yan Zibei (58,11) Zhang Yufei (55,48) Yang Junxuan (52,71)                         | 3:38,86 |       |
| 3 !     | 6   | Australia                   | Kaylee McKeown (58,14) Zac Stubblety-Cook (58,82) Matthew Temple (50,26) Emma McKeon (51,73)        | 3:38,95 |       |
| 4.      | 2   | Włochy                      | Thomas Ceccon (52,23) Nicolò Martinenghi (57,73) Elena Di Liddo (56,62) Federica Pellegrini (52,70) | 3:39,28 | NR    |
| 5.      | 5   | Stany Zjednoczone           | Ryan Murphy (52,23) Lydia Jacoby (1:05,09) Torri Huske (56,27) Caeleb Dressel (46,99)               | 3:40,58 |       |
| 6.      | 7   | Holandia                    | Kira Toussaint (59,45) Arno Kamminga (57,89) Nyls Korstanje (51,34) Femke Heemskerk (52,57)         | 3:41,25 | NR    |
| 7.      | 1   | Rosyjski Komitet Olimpijski | Jewgienij Ryłow (52,79) Kiriłł Prigoda (59,15) Swietłana Czimrowa (56,95) Marija Kamieniewa (53,56) | 3:42,45 |       |
| 8.      | 8   | Izrael                      | Anastasia Gorbenko (59,55) Itay Goldfaden (59,86) Gal Cohen Groumi (51,58) Andrea Murez (53,78)     | 3:44,77 |       |